# Raymond Lemieux
Raymond Urgiel Lemieux (Lac La Biche, Alberta, Canadá, 16 de junho de 1920 – 22 de julho de 2000) foi um químico orgânico canadense, conhecido por seu trabalho sobre a química do açúcar.

## Formação e carreira
Lemieux estudou química na Universidade de Alberta, com o bacharelado em 1943 e obteve um doutorado em 1946 na Universidade McGill, orientado por Clifford B. Purves. No pós-doutorado pesquisou sobre a estrutura da estreptomicina na Universidade Estadual de Ohio. Foi depois durante dois anos professor assistente na Universidade de Saskatchewan, foi Senior Research Officer no Praerie Regional Laboratory do Conselho Nacional de Pesquisa em Saskatoon, e a partir de 1954 professor e decano na Universidade de Ottawa. Em 1961 retornou para a Universidade de Alberta. Em 1981 foi nomeado University Professor e aposentou-se em 1985. Morreu vitimado por um aneurisma.
Em 1954 foi eleito membro da Sociedade Real do Canadá e em 1967 membro da Royal Society. Recebeu o Prêmio Internacional da Fundação Gairdner de 1985, o Prêmio Internacional Rei Faisal de 1990 e o Prêmio Wolf de Química de 1999.